# Yolanda Varela
Carmen Yolanda Sainz Reyes (Chihuahua, 30. ožujka 1930. – Ciudad de México, 29. kolovoza 2009.) bila je jedna od najpoznatijih meksičkih televizijskih i filmskih glumica. 

## Biografija

### Rani život i karijera
Yolanda Varela se rodila 30. ožujka 1930. u Meksiku. Započela je karijeru vrlo rano. Studirala je balet na Nacionalnom institutu lijepih umjetnosti (Instituto Nacional de Bellas Artes). Pojavljivala se u mnogim meksičkim filmovima iz Zlatnog doba meksičke kinematografije. Surađivala je s popularnim meksičkim glumcima kao što su Pedro Infante, Jorge Negrete, Daniel Gelin, Arturo de Cordova, Jorge Mistral, Resortes, Clavillazo, German Valdez Tintan, Manolo Fabregas, Ernesto Alonso, Pedro Vargas, Mauricio Garcez, Miguel Acevez Mejia, Joaquin Cordero i mnogi drugi. Budućeg je supruga upoznala na snimanju filma Lo Que le Pasó a Sansón.

### Privatni život
Yolanda se udala za Fernanda de Fuentesa kojeg je upoznala 11. ožujka 1960. Zajedno su imali četvero djece. Fernando je umro 25. kolovoza 1991.

## Filmografija
- Departamento de Soltero (1971.)
- El Niño y el Muro (1965.)

- La Hermana Blanca (1960.)

- Amor en la Sombra (1960.)

- Tres Angelitos Negros (1960.)

- La Casa del Terror (1960.)

- Isla para Dos (1959.)

- El Derecho à la Vida (1959.)

- Los Hijos del Divorcio (1958.)

- Quiero ser Artista (1958.)

- Escuela de Rateros (1958.)

- Locos Peligrosos (1957.)

- Violencia en la Noche (1957.)

- Los Amantes (1956.)

- Llamas Contra el Viento (1956.)

- La Herida Luminosa (1956.)

- Viva la Juventud! (1956.)

- El Sultán Descalzo (1956.)

- Con Quién Andan Nuestras Hijas (1956.)

- Una Movida Chueca (1956.)

- El 7 Leguas (1955.)

- Lo Que le Pasó a Sansón (1955.)

- Fuerza de los Humildes (1955.)

- La Sombra de Cruz Diablo (1955.)

- Al Diablo las Mujeres (1955.)

- ¿Mujer... o Fiera? (1954.)

- Dos tipos de Cuidado (1953.)

- Acuérdate de Vivir (1953.)

- Prefiero a tu Papá.! (1952.)

- Escuela para Casadas (1949.)

- Recuerdos de mi Valle (1946.)